# Pherkad Minor
Pherkad Minor (11 Ursae Minoris) is een ster met spectraalklasse K4III in het sterrenbeeld Kleine Beer (Ursa Minor). De ster (schijnbare magnitude 5,0) heeft een afstand van 412 lichtjaar. 